# تجزیه (بازی ویدئویی)
تجزیه (انگلیسی: Disintegration) یک بازی تیراندازی اول شخص است که توسط وی‌وان اینتراکتیو ساخته شده و توسط بخش خصوصی منتشر شده‌است. این بازی همچنین دارای عناصری از ژانر استراتژی هم‌زمان است. در ژوئن سال ۲۰۲۰ برای مایکروسافت ویندوز، پلی‌استیشن ۴ و ایکس‌باکس وان منتشر شد. این همچنین تنها بازی منتشر شده توسط وی‌وان اینتراکتیو قبل از منحل شدن آنها در مارس ۲۰۲۱ بود.